# Немес

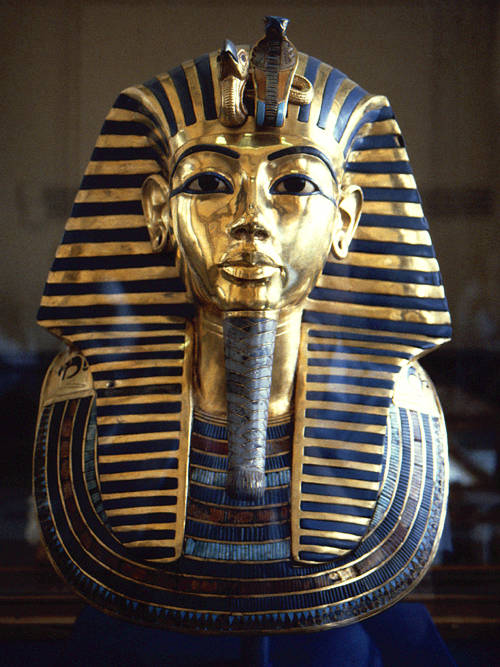
Золота маска Тутанхамона з немесом

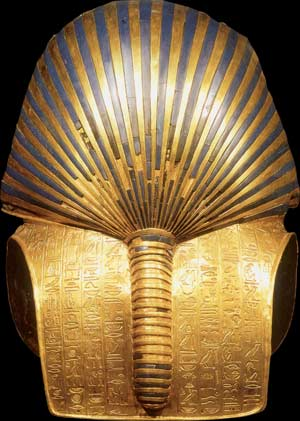
Немес золотої маски Тутанхамона. Вид ззаду

| n · T34 · m | s | V6 |

| n · T34 · m | s | V6 |

Немес, або клафт — царський головний убір в Стародавньому Єгипті, один із символів влади єгипетських фараонів. Являв собою зроблену з тканини хустку, зазвичай смугасту (на більшості зображень — синя з золотом), яка сплетена у вузол ззаду і з двома довгими бічними фалдами, вирізаними півколом і спускаються на плечі.
Немес служив захистом від пилу, засмаги та був привілеєм царської сім'ї. Немес покривав всю верхню і потиличну частину голови, залишаючи вуха відкритими. Поперечну сторону тканини немеса накладали на лоб горизонтально, зміцнювали стрічкою, а зверху одягали урей — зображення богині-кобри Уаджет. В окремих випадках поверх немеса могла вдягатися подвійна корона Верхнього і Нижнього Єгипту (пшент), про що свідчать, серед інших, колоси Рамсеса II в Абу-Сімбелі.
Іноді словом «немес» позначають тільки царську смугасту хустку, отже, його вважають різновидом клафта, як називають будь-яку єгипетську хустку, яка щільно облягає голову. Клафт був поширений серед представників усіх станів. Серед рядових єгиптян клафт міг бути білим або смугастим, причому колір смуг залежав від статусу та роду занять власника: наприклад, у воїнів смуги були червоні, у жерців — жовті, тощо. Хустку з синіми поздовжніми смугами міг носити тільки фараон.
Найраніше зображення немеса з уреєм, що дійшло до нас — пластина фараона Дена (I династія) зі слонової кістки, що зберігається в Британському музеї. Перша відома нам скульптура з немесом зображує фараона Джосера. У числі найпізніших — статуї римських імператорів, включаючи Августа. Немес присутній і на голові Великого Сфінкса.

## Галерея

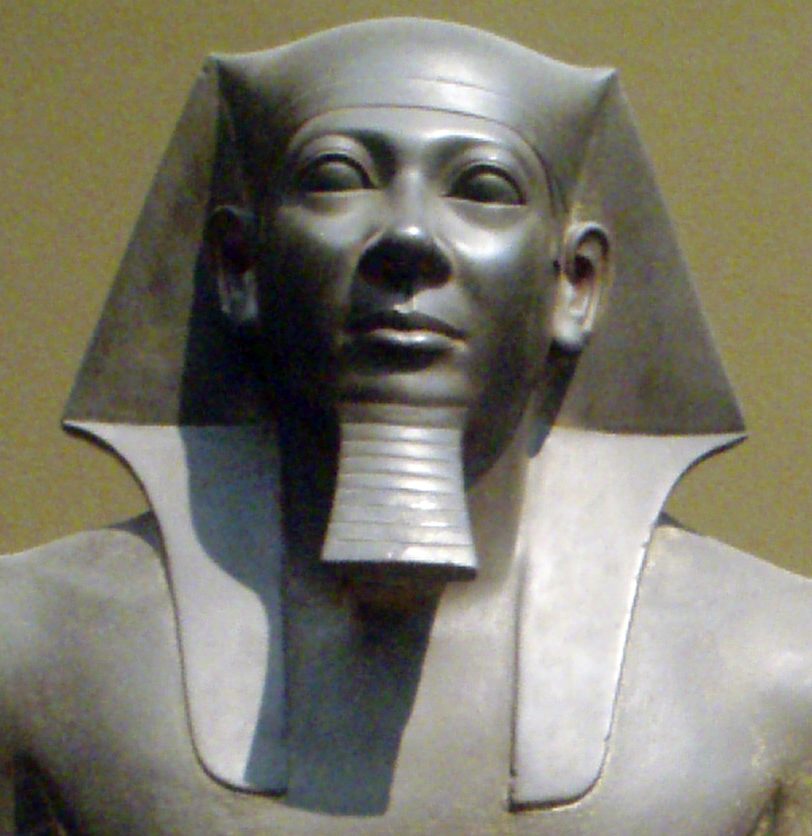
Статуя фараона Стародавнього царства Менкаура в немесі
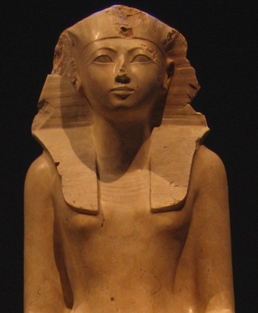
Жінка-фараон Хатшепсут, одягнена в немес
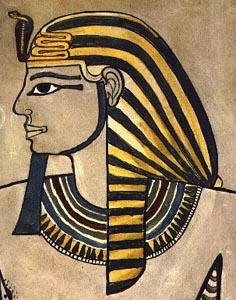
Кольоровий профіль Аменхотепа II з немесом і уреєм
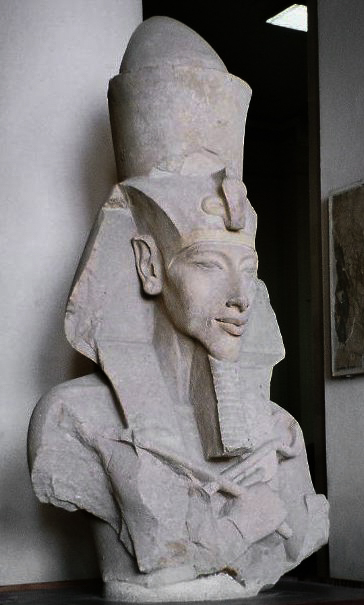
Ехнатон (Аменхотеп IV) в немесі і пшенті
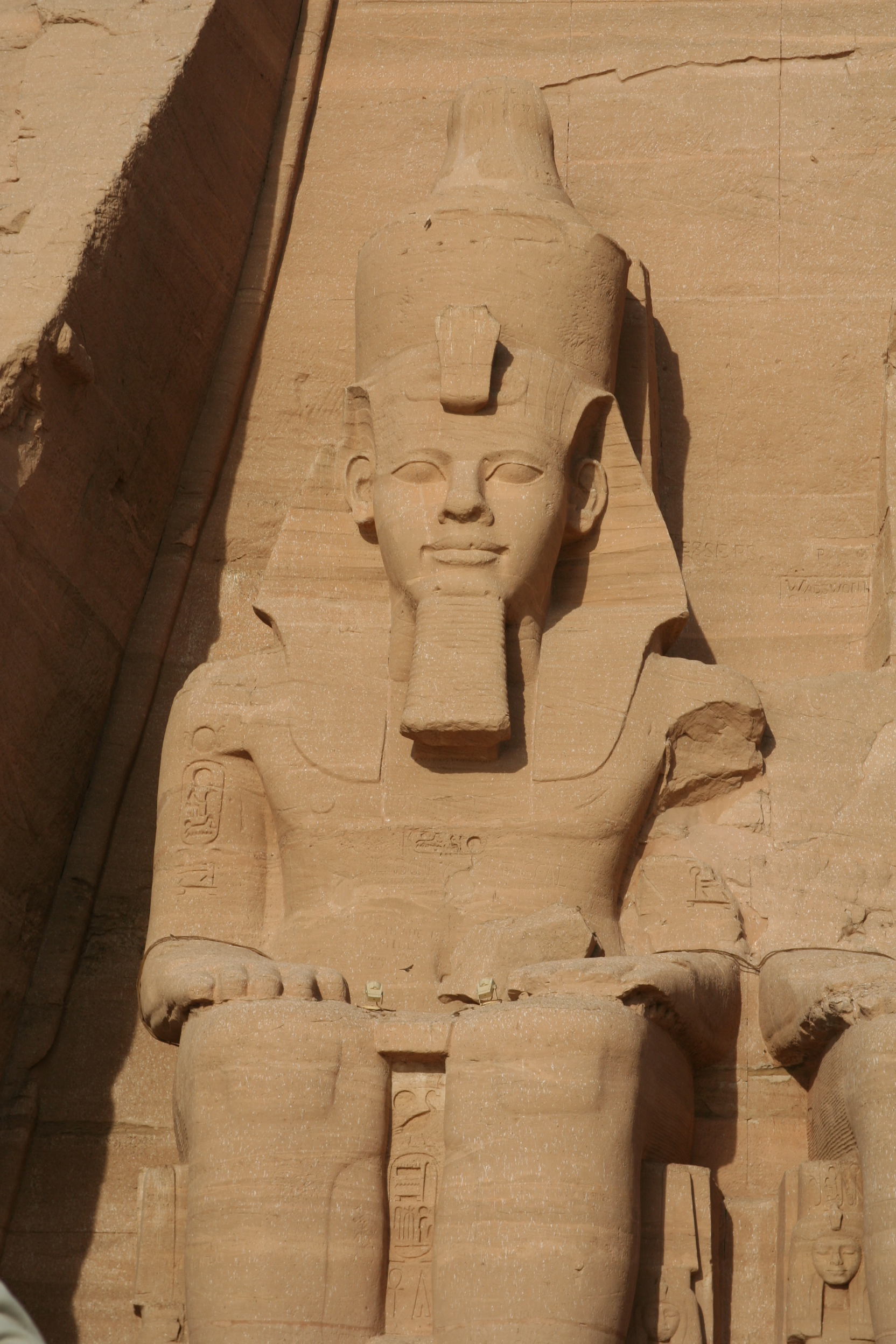
Колос Рамсеса II в Абу-Сімбелі
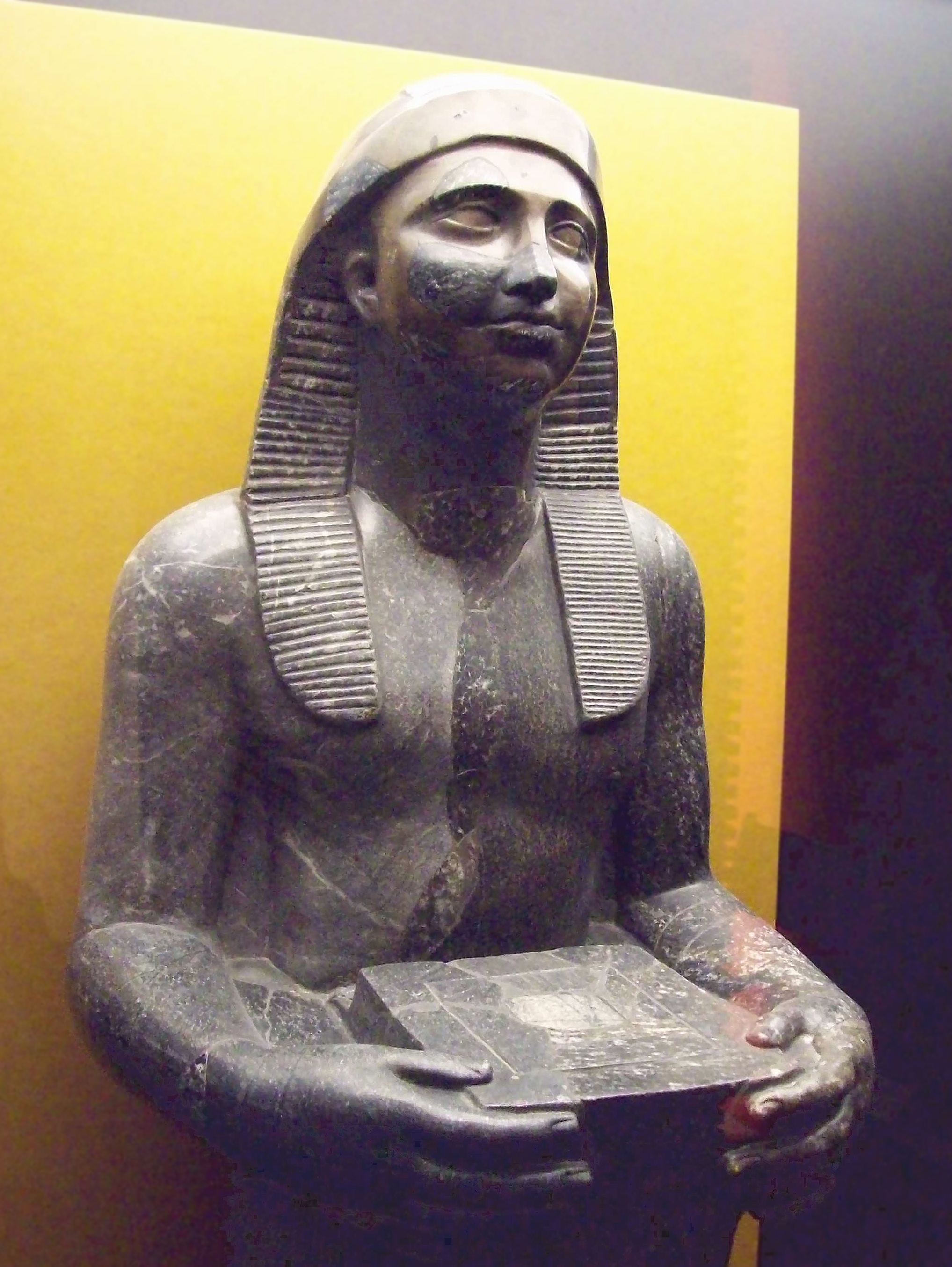
Статуя Нектанеба I. Одне з пізніх зображень немеса
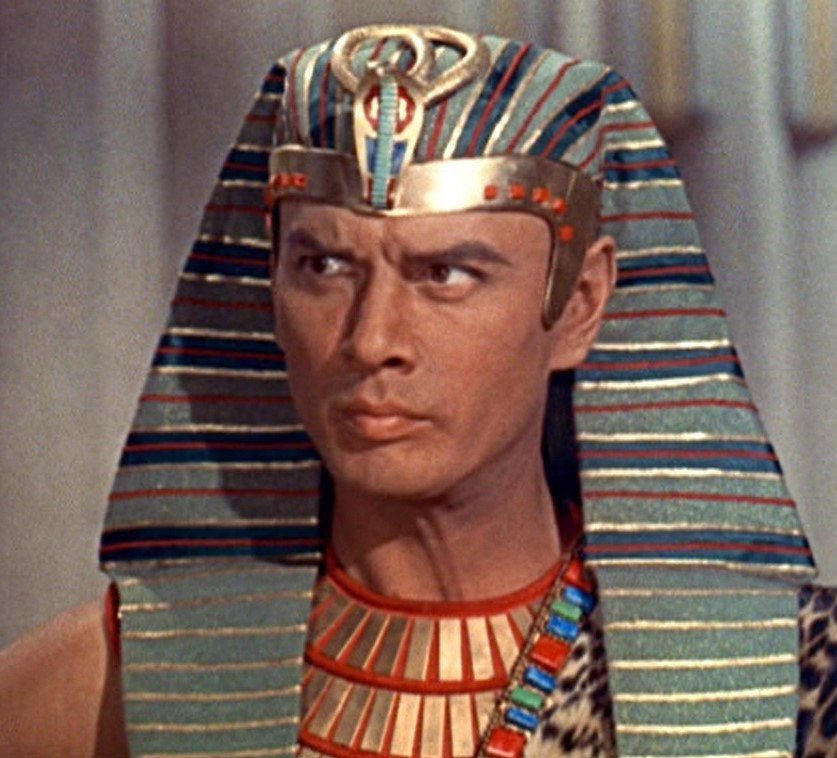
Юл Бріннер в ролі Рамсеса в фільмі «Десять заповідей»
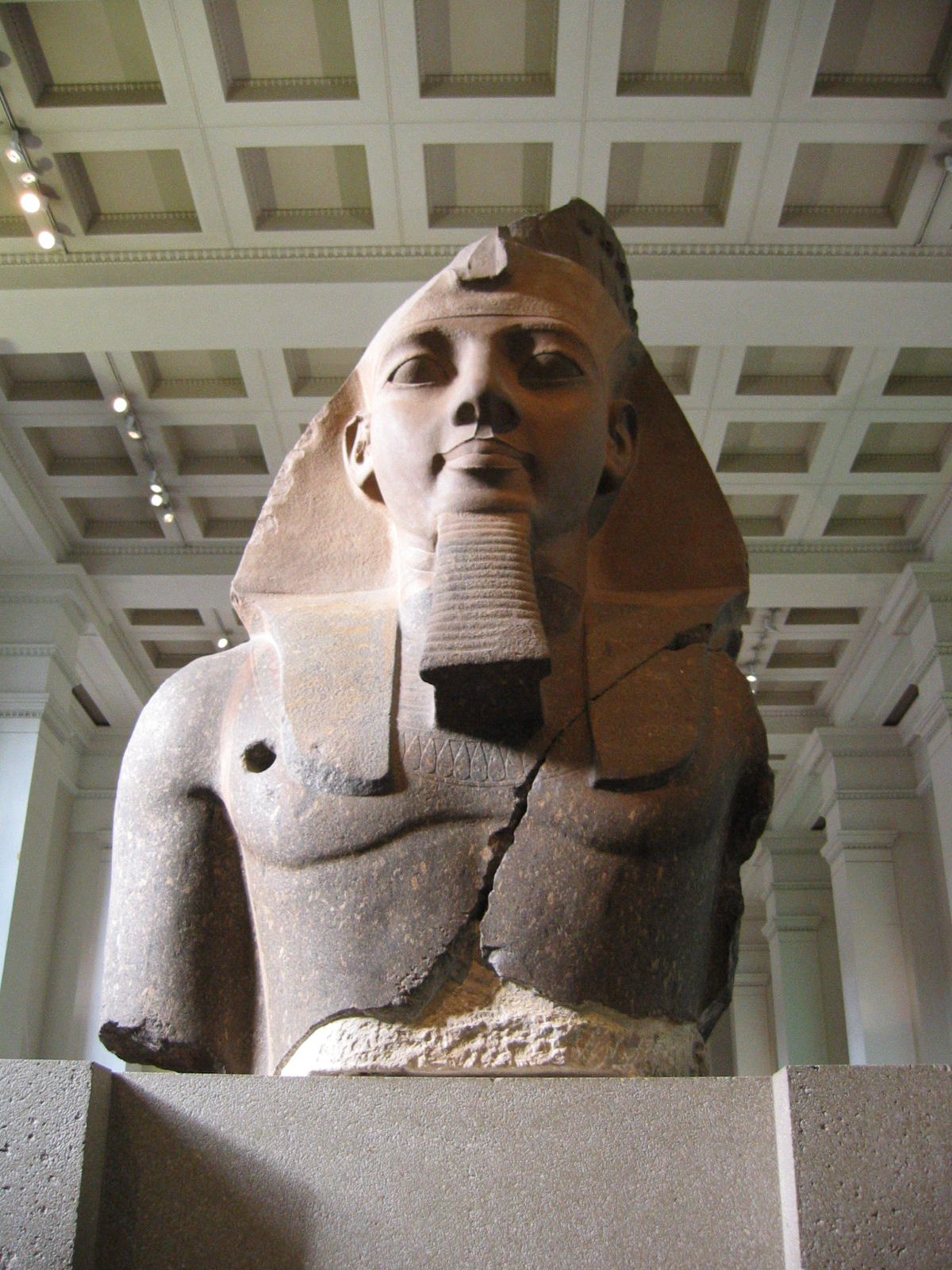
Рамзес II
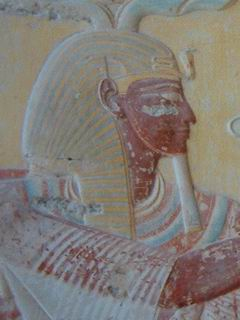
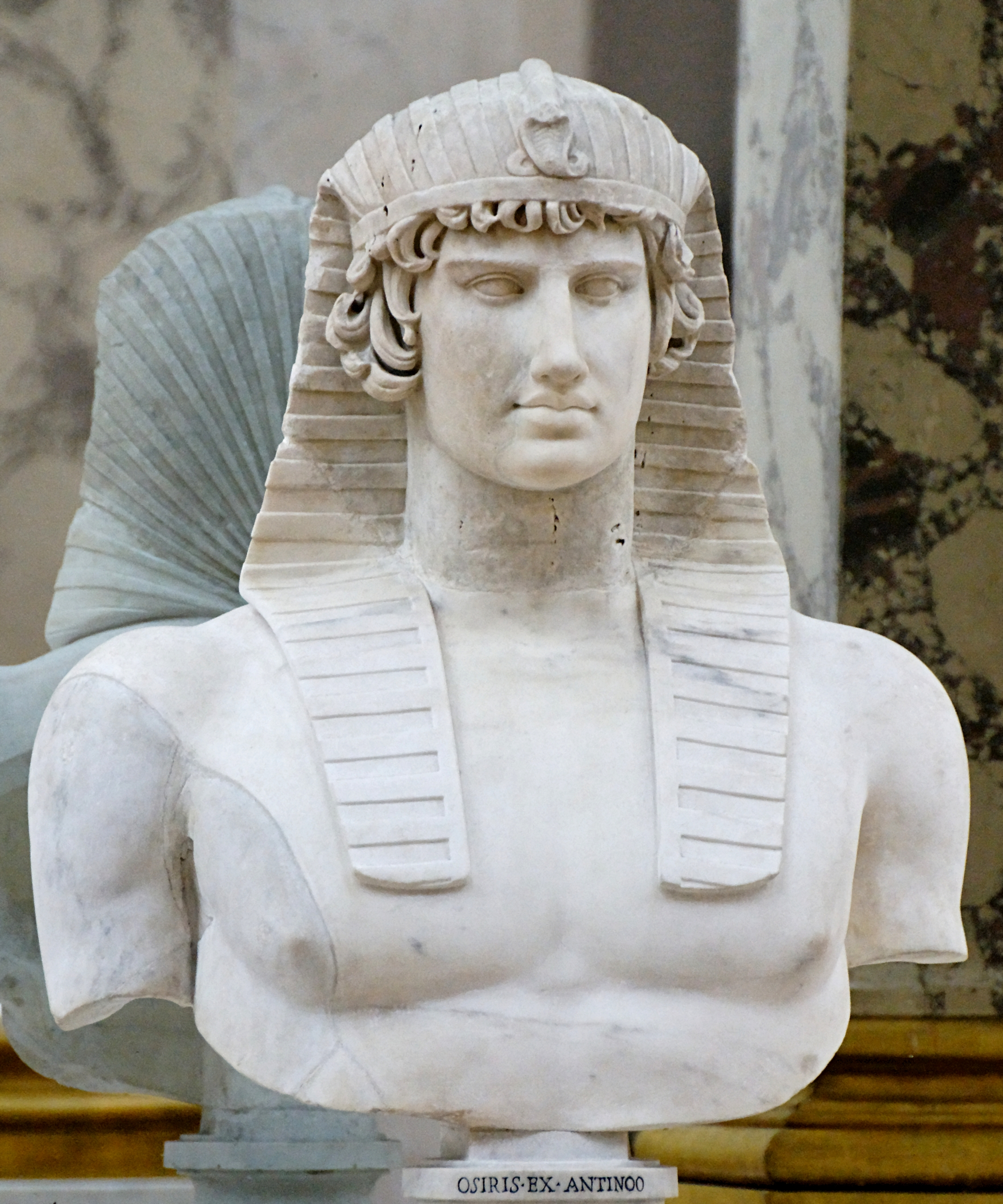
Антиной
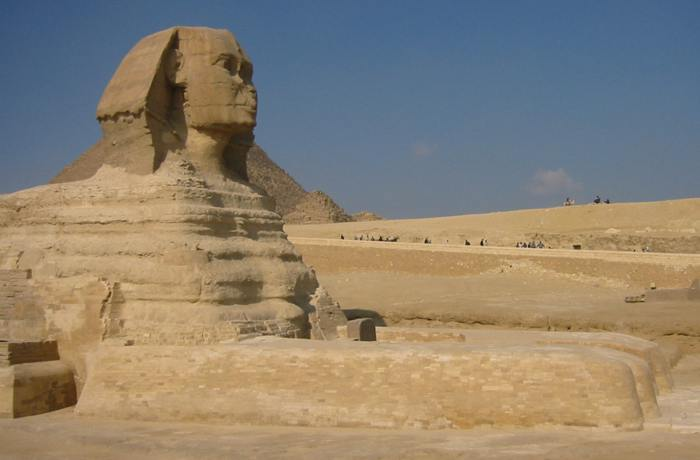
Сфінкс